# 5 Serpentis
5 Serpentis, som är stjärnans Flamsteed-beteckning, är en vid dubbelstjärna i den södra delen av stjärnbilden Ormen, och som också tidigare haft variabelbeteckningen MQ Serpentis. Den har en kombinerad skenbar magnitud på ca 5,10 och är svagt synlig för blotta ögat där ljusföroreningar ej förekommer. Baserat på parallaxmätning inom Hipparcosuppdraget på ca 39,4 mas, beräknas den befinna sig på ett avstånd på ca 83 ljusår (ca 25 parsek) från solen. Den rör sig bort från solen med en heliocentrisk radialhastighet av ca 54 km/s.

## Egenskaper
Primärstjärnan 5 Serpentis A är en gul till vit underjättestjärna av spektralklass F8 IV. Den har en massa som är ca 1,2 solmassor, en radie som är ca 2,1 solradier och utsänder ca 5 gånger mera energi än solen från dess fotosfär vid en effektiv temperatur på ca 6 000 K.
5 Serpentis är en stjärna med konstant magnitud som tidigare misstänktes vara variabel (CST). Den ansågs vara en BY Draconis-variabel med den variabla stjärnbeteckningen MQ Serpentis, men har visat sig inte vara det. Från observationer gjorda mellan 1975 och 1980 rapporterade Bakos (1983) slumpmässiga, små ljusstyrkevariationer med en amplitud på mindre än 0,03 magnituder, plus tre flarehändelser som ökade ljusstyrkan med 0,1 magnitud. Scarfe (1985) noterade dock att dessa observationer istället kan bero på normalt observationsfel.
En följeslagare med gemensam egenrörelse är 5 Serpentis B av magnitud 10,11, som ligger med en vinkelseparation av 11,4 bågsekunder vid en positionsvinkel på 35°. Den har en uppskattad  omloppsperiod på 3 371 år. Enligt Hoffleit (1991) kan denna, om den är en variabel stjärna, vara orsak till observationerna av Bakos (1983).